# La Riviera (Californie)
La Riviera est une census-designated place du comté de Sacramento, dans l'État de Californie, aux États-Unis,. En 2020, elle compte une population de 11 252 habitants.